# Prunum virginianum
Prunum virginianum är en snäckart som beskrevs av Conrad 1868. Prunum virginianum ingår i släktet Prunum och familjen Marginellidae.

## Underarter
Arten delas in i följande underarter:
- P. v. hartleyanum
- P. v. virginianum